# 氷の接吻
『氷の接吻』（こおりのせっぷん、原題：Eye of the Beholder）は、1999年に製作されたアメリカ合衆国の映画である。原作はマーク･ベームの同名小説（日本語訳はハヤカワ文庫NVから刊行された）。

## ストーリー
物語はヘンリー・ミラーの次の言葉で始まる。「人は皆、自分の運命からは逃れられない」
英国諜報局の諜報員アイは、妻と娘に去られて以来精神のバランスを崩し、そのため度々自分の娘の幻覚を見るようになっている。ある調査の途中で監視中の調査対象が謎の女に殺害される現場を目撃してしまったアイは、一旦は局へ連絡を入れるものの娘の幻覚から己の運命を示唆され独断で謎の女の後を追い始める。彼女は異なるカツラを纏って偽名を使い、関わりを持った男たちをその手に掛けていく。そして何故か激しく慟哭しながら「メリークリスマス・パパ」と絞り出すように言うのだった。アイは女を執拗に追跡するが、彼女の方も自身を追う人物の存在に気づき始め、警戒する彼女は空港で知り合った裕福な盲目の老人アレックスに近付き彼に同行する。アイは彼女の正体を探るため面会した刑務官のブロート博士からジョアナ･エリスという本名とその過去について聞きだす事に成功する。またジョアナは親密になったアレックスに彼女がクリスマスに父に捨てられた事を打ち明ける。「娘を失った父親」アイは「父に捨てられた娘」ジョアナに次第に接近していくが、ジョアナがアレックスと婚約したことにより焦りを感じ、常軌を逸した行動に出てしまう。

## 登場人物
アイ(EYE)
演 - ユアン・マクレガー
英国諜報局の諜報員。7年前に妻子に去られる。本名はスティーブン・ウィルソン。
ジョアナ・エリス
演 - アシュレイ・ジャッド
殺人鬼。
アレックス
演 - パトリック・バーギン
盲目の老人。資産を持っている。ジョアナから父性を見出されている。
ゲイリー
演 - ジェイソン・プリーストリー
アレックスを亡くし、傷心のジョアナを誘った男。暴力的な性格で自分の思い通りにならなかったジョアナを傷つける。この仕打ちに起こったアイに仕置きを受ける。
ルーシー
アイの娘。実はアイのイマジナリーフレンド。
ヒラリー
演 - k.d.ラング
本部の職員。通称ヒル。アイのことを気にかけている。
ブロート
演 - ジュヌヴィエーヴ・ビジョルド
博士。刑務官。独自の方法で保護観察者を更生している。

## キャスト
| 役名             | 俳優                                        | 日本語吹替 | 日本語吹替   |
| 役名             | 俳優                                        | VHS・DVD版 | テレビ朝日版 |
| ---------------- | ------------------------------------------- | ---------- | ------------ |
| アイ(EYE)        | ユアン・マクレガー                          | 堀内賢雄   | 平田広明     |
| ジョアナ・エリス | アシュレイ・ジャッド                        | 深見梨加   | 深見梨加     |
| アレックス       | パトリック・バーギン                        | 津田英三   | 有川博       |
| ゲイリー         | ジェイソン・プリーストリー                  | 緒方文興   | 森川智之     |
| ルーシー         | アン・マリー・ブラウン ケイトリン・ブラウン | 渡辺菜生子 | かないみか   |
| ヒラリー         | k.d.ラング                                  | 鈴木弘子   | 塩田朋子     |
| ブロート博士     | ジュヌヴィエーヴ・ビジョルド                | 沢田敏子   | 谷育子       |

- テレビ朝日版：2004年4月25日『日曜洋画劇場』
- その他（ソフト版）：渡辺菜生子／松本大／花輪英司／篠原まさのり／桜澤凛／柳沢真由美／加藤沙織／山岸功／篠原大作／村井かずさ／長谷川洋子／秋元千賀子